# Waffen SS
Waffen SS, punim imenom Waffen Schutzstaffel (hrvatski: Oružani zaštitni odred), borbeni je ogranak SS-a, ogranka NSDAP-a, nacionalsocijalističke stranke u Njemačkoj za vrijeme Drugog svjetskog rata. Vrhovni zapovjednik je bio Heinrich Himmler, jedan od prvih ljudi do Hitlera. Organizacija je provodila arijevsku politiku i sudjelovala u holokaustu, tako da je na nurnberškom procesu proglašena zločinačkom i zabranjena. Naime, u službi politike koja nije sprječavala zločin, već ga poticala, pripadnici Waffen-SS-a sudjelovali su u brojnim zločinima kao stjegonoše nacizma.
Dojmljiv je sam rast Waffen SS-a, koji je od 3 pukovnije s početka rata, narastao do preko 38 divizija pri kraju rata, a služile su uz bok regularnoj vojsci, Wehrmachtu. 
Iako ih mnogi nazivaju paravojnim snagama Trećeg Reicha, oni su uistinu bili stranačka vojska (slično kao Ustaška vojnica u NDH koja je bila paralelna, stranačka vojska zajedno s regularnim Domobranstvom) nacionalsocijalističke stranke, koja je bazirana na novačenju, a ne na dobrovoljnom prijavljivanju (za razliku od Ustaške vojnice, koja je osim na kraju rata kad je ujedinjena s Domobranstvom, bila temeljena na dobrovoljnom prijavljivanju).
SS je zapravio bio elita tadašnje njemačke vojske, iako nije bio u samom sklopu nje, i imali su jedinice iz svih rodova kopnene vojske: oklopne, pješačke, gorske, konjičke, policijske i mehanizirane (često u literaturi Panzergrenadier).

## Nastanak
Početkom Waffen SS-a se može smatrati 120 ljudi izabranih od Josefa "Sepp" Dietricha koji je imao zadatak sastaviti Sonderkommando Berlin. Nakon nekoliko mjeseci ta jedinica preimenovana je u Leibstandarte SS Adolf Hitler. Do studenog 1933., Leibstandarte je imao 800 pripadnika, i na obljetničkoj proslavi neuspjelog Münchenskog puča u Münchenu, pukovnija je prisegla na vjernost Hitleru
Na odanost njemu samomu i poslušnost do smrti.
Leibstandarte pokazao je svoju odanost Hitleru u lipnju 1934., za vrijeme Noći dugih noževa, udara na Sturmabteilung (SA), koji je imao preko 2 milijuna članova na kraju 1933. Vođen jednim od Hitlerovih starih zapovjednika Ernstom Röhmom, SA je predstavljao opasnost Hitlerovim pokušajima da pridobije simpatije njemačke vojske i konzervativaca, jer bi mu vojska i konzervativci pomogli da učvrsti svoje mjesto u vladi. Hitler se odlučio obračunati sa SA-om i naređuje SS-u da se obračuna s pripadnicima SA i njezinim visokopozicioniranim časnicima, uključujući i samoga Röhma.
U Noći dugih noževa 30. lipnja 1934. ubijeno je 82-oje pripadnika SA, uključujući i skoro cijelo vodstvo, što je značilo kraj moći SA-a. Napad je izveden od strane Leibstandartea. U rujnu 1934. Hitler je odobrio sastavljanje oružanog odjela NSDAP-a i odobrio sastavljanje SS-Verfügungstruppea ili skraćeno SSVT-a, koji je trebao biti jedinica koja bi služila u specijalnim zadatcima pod Hitlerovim zapovjedništvom. SSVT ovisio je o njemačkoj vojsci koja se brinula za opskrbu, naoružanje i novačenje SSVT-a. SS je dobio najniži prioritet za novake, a njegovi pripadnici su bili raspoređeni po raznim granama Wehrmachta.
Čak i s teškoćama ograničenosti Heinrich Himmler je sastavio dvije nove SS pukovnije: SS Germania i SS Deutschland, zajedno s Leibstandarteom i komunikacijskim jedinicama koje su činile SSVT. Istovremeno Himmler je osnovao SS Junkerschule Bad Tölz i SS Junkerschule Braunschweig za obučavanje novih časnika koji će voditi ove tri pukovnije. Obje škole koristile su Wehrmachtove metode obuke i Wehrmachtove časnike koji su obučavali nove časnike Waffen SS-a kako bi bili što učinkovitiji u borbi. Časnici su morali zadovoljavati ove uvjete kako bi se mogli obučavati za časnike SS-a: 
- morali su biti visoki najmanje 180cm
- morali su odslužiti određeno vrijeme u svojim činovima.[3][4]
- morali su biti bez policijskog dosjea

Godine 1936. Himmler je odabrao nekadašnjeg general poručnika Paula Haussera da bude inspektor SSVT-a s činom Brigadefuhrera i zadatak mu je bio da SSVT preobrazi u jaču vojnu silu koja će se moći uspoređivati s regularnom vojskom.
17. kolovoza 1938., Hitler je želio da SSVT ima ulogu, kako u unutarnjim, tako i u vanjskim poslovima, što je preobrazilo SSVT u suparnika regularnoj vojsci kojeg se Wehrmacht bojao. Također je odlučio da se u SSVT uvede vojna obveza, u službi SS-Totenkopfverbändea ili SSVT-a. Neke bi jedinice SS Totenkopfverbändea, u slučaju rata, bile korištene kao pričuva SSVT-u koji u to vrijeme nije imao nikakvih pričuva.
Iako su bili obučavani, SSVT nije imao mogućnost testiranja. To se promijenilo 1938. kada su se pojavile dvije prilike za testiranje borbene učikovitosti: Anschluss Austrije u ožujku i okupacija Sudeta u listopadu. Bojna Leibstandarte je odabrana da se pridruži vojnim trupama u okupiranju Austrije, a u okupaciji Sudeta bile su nazočne tri SSVT pukovnije. U objema akcijama nisu naišli na borbu jer otpora nije ni bilo.

## Drugi svjetski rat

### 1939.

#### Poljska
U kolovozu 1939. Hitler je SSVT stavio pod zapovjedništvo OKW-a (Vrhovno zapovjedništvo Oružanih snaga). Na početku rata bile su 4 SS pukovnije: Leibstandarte, Deutschland, Germania i novosastavljena pukovnija iz Austrije Der Führer, koja nije bila u borbenom stanju.
Događaji tijekom invazije na Poljsku povećali su sumnju oko borbene učikovitosti SSVT-a. Njihova volja za borbu nikada nije došla u upit, jer su se SS-vojnici fanatički borili. OKW je izjavio da se SSVT izložio nepotrebnom riziku i ponašao se nemarno, zadobivši veće gubitke nego vojska. Izjavili su i to da SSVT loše obučen, a njegovi časnici nespremni za zapovjedanje. Za primjer OKW je izjavio da je Leibstandarte morao biti spašen nakon što ih je neprijatelj okružio u Pabianiceu. SSVT u svoju obranu je izjavio da je njegovo djelovanje bilo ometano i da nisu bili propisno opremljeni za neke akcije, također zahtijevajući proglašavanje nezavisnom formacijom, jer kao takav nije bio tretiran za vrijeme napada na Poljsku. Himmler je inzistirao da se SSVT bori u vlastitim formacijama pod zapovjedništvom njegovih časnika, dok je OKW radio na tome da SSVT bude raspušten u cijelosti. Hitler nije želio uznemiriti vojsku, pa je Himmler krenuo drugim putem. Naredio je da SSVT formira vlastite divizije koje će biti pod zapovjedništvom OKW-a.

#### Stvaranje prve divizije
U listopadu 1939., Deutschland, Germania i Der Führer pukovnije su reorganizirane u SS Verfügungs, dok je Leibstandarte ostao nezavisan, ali je pojačan ljudstvom i prerastao je u motoriziranu pukovniju. Hitler je dao odobrenje za sastavljanje dviju SS divizija: 3. SS oklopna divizija "Totenkopf" (sastavljena od pripadnika SSTV-a) i 4. SS policijska divizija (sastavljena od pripadnika policijskih snaga u državi). "Preko noći" je jedinica, koju je OKW pokušao uništiti, od 18 000 pripadnika porasla na 100 000 pripadnika. Hitler je kasnije odobrio i osnivanje 4 motorizirane topničke bojne u ožujku 1940., jedna za svaku diviziju i za nezavisnu pukovniju Leibstandarte. OKW je trebao opskrbljivati ove bojne s potrebnim oružjem, ali je nerado davao svoje topove iz vlastitog arsenala. Oružje je stizalo sporije no što je planirano, pa je tijekom Bitke za Francusku samo Leibstandarteova topnička bojna bila u punoj snazi.

### 1940.

#### Proširenje 1940.
U kolovozu 1940., Gottlob Berger približio je svoj plan Himmleru o novačenju stranih dobrovoljaca iz osvojenih prostora. Hitler je u početku imao dvojbe oko novačenja stranih dobrovoljaca ali, uz pomoć Himmlera i Bergera, Hitler se predomislio. Dao je odobrenje da se sastavi nova divizija sastavljena od stranih nacionalista pod zapovjedništvom njemačkih časnika, i do lipnja 1944. danski i norveški dobrovoljci formirali su SS pukovniju Norland, kasnije se formira i nizozemska i belgijska SS dobrovoljačka pukovnija Westland, dvije pukovnije koje su bile u sastavu 5. SS divizije. Broj stranih dobrovoljaca u Waffen SS-u bio je toliko velik da je vodstvo SS-a bilo prisiljeno otvoriti obučni kamp za strance u Sennheimu u pokrajini Elzas-Lotaringija.
Himmler je dobio odobrenje da Waffen SS izgradi vlastito Vrhovno zapovjedništvo - SS Fuhrungshauptamt. Prebacio je pukovnije SSTV-a i policijske jedinice u Waffen SS, koji je tada sadržavao 1. SS pješačku brigadu i 2. SS pješačku brigadu.

#### Francuska i zemlje Beneluxa
Tri SS divizije i nezavisna SS pukovnija Leibstandarte su se za vrijeme zime 1939. pa do proljeća 1940. obučavali i pripremali za nadolazeći rat na zapadu. U svibnju mobiliziraju se na bojište i Leibstandarte postaje dio (Wehrmachtove) 227. pješačke divizije. SS pukovnija Der Führer odvojena je od SSVT divizije i pomaknuta na nizozemsku granicu s ostatkom SSVT divizije iza sebe u grad Munster i bili su spremni za invaziju na Nizozemsku. SS Totenkopf i SS-ova policijska divizija držani su u pričuvi.
10. svibnja SS pukovnija Leibstandarte pregazila je nizozemsku granicu i probijala se zajedno s ostalim njemačkim snagama kroz Nizozemsku, a SS pukovnija Der Führer napredovala je prema Utrechtu. Sljedeći dan cijela SSVT divizija je pregazila Nizozemsku i napredovala prema luci Rotterdam, koju su i pokorili dana 12. svibnja 1940.  Nakon pada Rotterdama, pukovnija Leibstandarte dobila je naredbu da zarobi Haag, što su i uradili 15. svibnja, zarobljavajući 3 500 nizozemskih vojnika.
U Francuskoj SS Totenkopf sudjelovao je protiv jedinog savezničkog tenkovskog napada u bitci za Francusku, kada je, 21. svibnja, 1. oklopna brigada Britanije, podržana 50. pješačkom divizijom, ušla u Arras. SS Totenkopf je bio pregažen, s obzirom na to da je njihov protutenkovski top 3.7 cm PaK 36 bio preslab usporedivši ga s britanskim Matilda tenkom.
Nakon nizozemske kapitulacije, SS Leibstandarte pomaknula se na jug Francuske 24. svibnja.  Tada ulazi u sastav 19. oklopnog korpusa koji je bio pod zapovjedništvom generala Guderiana, zauzeli su položaj udaljen 24 km od Dunkirka uz duž kanala s mostobranom uspostavljenim na Saint Venantu. Te noći OKW je izdao naredbu da napredovanje mora stati dok Britanski ekspedicijski korpus ne bude zarobljen. SS Leibstandarte pauzirao je jednu noć, ali sljedeći dan pod Hitlerovom naredbom nastavlja napredovanje. Dietrich je naredio svojoj 3. bojnoj da pregazi kanal i zauzme uzvisinu s koje je britansko topništvo djelovalo protiv Leibstandarte pukovnije i stavljajući je tako u opasnost. Napali su uzvisinu i uništili britansko topništvo. Umjesto da se vojno vodstvo zabrine za Dietrichovu svojeglavost, odlikovan je Viteškim križem željeznog križa.
Istog su dana Britanci napali Saint Venant, prisiljavajući SSVT diviziju na povlačenje, tada je po prvi puta SS jedinica bila prisiljena na povlačenje i na odricanje zauzetog položaja. 25. svibnja SS pukovnija Deutschland dosegla je obrambenu liniju na Leiei kod Mervillea. Udarili su na mostobran preko rijeke i čekali da dođe SS Totenkopf divizija, da pruža otpor Britancima i da im štiti lijevo krilo. Uskoro stiže i jedinica britanskih tenkova koja stišće položaje SS Deutschalnda. SSVT uspio je odbiti napad britanskih tenkova i dočekao vod "Panzerjagera" (lovci na tenkove) Totenkopfa što je spasilo SS pukovniju Deutschland da ne bude uništena. Istovremeno druga jedinica Totenkopfa, 14. satnija, upala je u pokolj u Le Paradisu, gdje je 99 britanskih časnika bilo likvidirano strojnicom, a svaki preživjeli ubijen je bajunetom.
Dolaskom 28. svibnja SS Leibstandarte zarobio je Wormhout koji je bio udaljen 16 kilometara od Dunkirka. Oni su odgovorni za pokolj u Wormhoudtu kada je njihova 2. bojna likvidirala 80 britanskih zarobljenika.
30. svibnja Britanci su stjerani u kut, u grad Dunkirk, a SS divizija nastavila je napredovati kroz Francusku. SS Leibstandarte dosegao je Saint-Étienne, 400 km južno od Pariza i napredovao je kroz Francusku brže od bilo koje od njemačkih jedinica. Idući dan Francuska je kapitulirala.

Hitler je bio oduševljen uspjesima SS Leibstandartea (Leibstandarte SS Adolf Hitler) u Nizozemskoj i Francuskoj, što im je i iskazao;
Ubuduće imat ćete čast, vi koji nosite moje ime, da vodite svaki njemački napad.

### 1941.
Do proljeća 1941. Waffen SS sastojao se od šest divizija: 2. SS divizije "Das Reich", 3. SS divizije "Totenkopf", 4. SS policijske divizije, 5. SS divizije "Wiking", 6. SS divizije "Nord" i Leibstandartea te 1. SS brigade, 2. SS brigade i SS konjičke brigade.

#### Balkan
U ožujku 1941. talijanski napad na Grčku bio je neuspješan što je natjeralo Nijemce da pošalju pomoć svojim saveznicima. Operacija Marita počela je dana 6. travnja 1941. kada su njemačke trupe kroz Bugarsku napale Grčku s ciljem da osiguraju njeno južno krilo.
Divizija Das Reich dobila je naredbu da napusti Francusku i da krene prema Rumunjskoj, dok je diviziji Leibstandarte naređena mobilizacija u Bugarsku. Divizija Leibstandarte, priključena XL Panzerkorpsu, napredovala je kroz zapadnu, zatim južnu Bugarsku i izbila na planine, i do 9. travnja stigla je do Prilepa, udaljenog 50 kilometara od grčke granice.  Divizija Das Reich, zajedno s XLI Panzerkorpsom prešla je rumunjsku granicu i krenula za Beograd, glavni grad Jugoslavije, gdje su i stigli 12. travnja 1941. lako zarobljavajući grad. Jugoslavenska vojska predala se nekoliko dana kasnije.
Leibstandarte je ušao u Grčku, a na 10. travnja sukobila se s 6. australskom divizijom u bitci za Klidški prolaz. Borba za uzvisine trajala je 48 sati, gdje se često borilo i jedan na jedan. Na kraju su Nijemci zauzeli uzvisinu 997, koja je otvorila Klidški prolaz, što je otvorilo slobodan put njemačkim trupama u grčku unutrašnjost. OKW je pohvalio SS diviziju "Leibstandarte" za pobjedu i "nepokolebljiv napadački duh".
Leibstandarte nastavio je napredovanje 13. svibnja. Kada je izviđačka bojna pod zapovjedništvom Kurta Meyera potpala pod tešku baljbu od strane Grka koji su branili Klisurski prolaz u Albaniji, zaobišli su branitelje grada i zarobili 1 000 ratnih zarobljenika, te ubili 6 i ranili 9 grčkih vojnika. Sljedeći dan Meyer je zauzeo Kastoriju i zarobio još 11 000 ratnih zarobljenika. 20. svibnja Leibstandarte presjekao je put kojim se povlačila grčka vojska u grad Metsovon, te zatim prihvatila predaju Grčke vojske.

#### Sovjetski Savez
Operacija Barbarossa, njemačka invazija na Sovjetski Savez, počela je 22. lipnja 1941. i sve Waffen SS jedinice bile su uključene u invaziju.
SS divizija Nord je u sjevernoj Finskoj sudjelovala u operaciji "Arktička lisica" zajedno s Finskom vojskom, te u bitci za Sallu protiv jakih sovjetskih snaga. Divizija je u prva dva dana invazije imala 300 mrtvih i 400 ranjenih. Bitka za Sallu bila je propast, dim tenkova iz šume potpuno je dizorijentirao trupe. Do kraja 1941. divizija Nord patila je od teških gubitaka. U razdoblju zime 1941. – 42. dobila je novake Waffen SS-a koji su bili mlađi i uvježbaniji od ranijih SS-ovskih sastava.
Ostatak divizija i ostalih jedinica Waffen SS-a prošao je bolje. Divizija Totenkopf i SS policijska divizija bili su sastavni dio Armeegruppe Nord, sa zadatkom da napreduju kroz Baltik pa do Lenjingrada. Dvizija Das Reich bila je u sklopu Armeegruppe Center i napredovala je prema Moskvi. 5. SS oklopna divizija Wiking i 1. SS oklopna divizija Leibstandarte bile su u sklopu Armeegruppe Sud, napredujući za Ukrajinu i Kiev.
Rat sa Sovjetima u početku je bio uspješan, ali gubitci Waffen SS-a bili su preveliki: divizija Leibstandarte je do kasnoga listopada imala samo pola vojnika. Smanjena je u pola, što zbog neprijateljskih akcija, što zbog dizenterije. Divizija Das Reich izgubila je 60% vojnika i sudjelovala u bitci za Moskvu i skoro je uništena u nadolazećem sovjetskom protu-napadu. SS pukovnija Der Führer imala je samo 35 vojnika, a u lipnju, na početku invazije, imala je 2 000 vojnika. Sve ukupno Waffen SS imao je 43 000 mrtvih.
Dok su Leibstandarte i ostale SS divizije vodile bitke na vatrenoj liniji, iza njih je bila druga situacija. 1. i 2. SS pješačka brigada, koje su sastavljene od stražara u koncentracijskim logorima SSVT-a, i SS konjička brigada napredovale su kroz SSSR iza ostalih jedinica. Ispočetka su se borile protiv Sovjetskih partizana i razdvajale jedinice Crvene Armije u sklopu Vojne skupine Jug, zarobljavajući tako 7 000 ratnih zarobljenika. Od srednine kolovoza 1941. pa sve do kasne 1942. bile su u sastavu RSHA-a, vođenog od Reinharda Heydricha. Brigade su sada sudjelovale u zaštitnim i policijskim zadaćama, i što je najvažnije, nisu bile u sastavu vojske ni Waffen SS-a. U jesen 1941. prestali su djelovati protu-partizanski i počeli se baviti Holokaustom. Podržavajući Einsatzgruppen, sudjelovali su u ubijanju židovske populacije u SSSR-u i formirajući oružane odjele kad je to bilo potrebno. Ove tri brigade bile su odgovorne za desetke tisuća ubojstava.
Zbog svoje pokretljivosti i boljih sposobnosti da sudjeluje u operacijama velikih razmjera, SS konjička brigada igrala je osovinsku ulogu u prelasku iz selektivnog ubijanja Židova u masovno istrjebljenje Židova. 27. srpnja Brigadi je naređeno djelovanje, a 1. kolovoza 1. pukovnija konjičke brigade bila je odogovorna za smrt 800 ljudi; pet dana kasnije, 6. kolovoza, broj žrtava bio je 3 000 "Židova i partizana". Također, 1. kolovoza, nakon sastanka između Heinricha Himmlera, Ericha von Bach-Zelewskija i Hinricha Lohsea, brigade su dobile sljedeće naređenje: 
 Izričitom naredbom od RFSS-a: Svi Židovi moraju biti ubijeni. Odvezite ženske židovkinje u močvare.
Gustav Lombard, primivši naređenje, obavjestio je svoju bojnu da "Ni jedan muški Židov ne smije ostati živ, ni jedna obitelj u selima." Kroz sljedeće tjedne, članovi 1. SS konjičke pukovnije pod Lombardovim zapovjedništvom, ubili su 11 000 Židova i više od 400 zarobljenih sovjetskih vojnika.

### 1942.

#### Ekspanzija 1942.
1942. Waffen SS doživljava još jednu ekspanziju i dovodi nove divizije u svoj red. 7. SS dobrovoljačka gorska divizija "Prinz Eugen" bila je sastavljena od Volksdeutscherskih (etničkih Nijemaca) dobrovoljaca iz Hrvatske, Srbije, Mađarske i Rumunjske. Bila je određena za protupartizansko djelovanje na području Balkana. Druga nova divizija formirana je u isto vrijeme, kada je SS konjička brigada prerasla u 8. SS konjaničku diviziju Florian Geyer.

#### Mehanizirane divizije
Divizije Waffen SS-a koje su bile na vatrenoj liniji i patili od teških gubitaka zbog tzv. Ruske zime 1941. – 1942. i sovjetskog protu-napada povučene su u Francusku na obnovu gdje su postale mehanizirane divizije ili poznatije panzergrenadier divizije. Zahvaljujući trudu Heinricha Himmlera i Obergruppenführera Haussera, novog zapovjednika SS oklopnog korpusa, sastavljenog od tri panzergrenadier divizije Leibstandarte, Das Reich i Totenkopf. Ove tri divzije, prije oklopne, sada su sadržavale tenkovsku, tj. oklopnu pukovniju umjesto oklopnu bojnu kako je bilo određeno, sve zahvaljujući gore navedene dovojice. To je značilo da su navedene divizije u svemu bile oklopne osim u nazivu. Svaka od tih divizija dobila je devet Tiger tenkova, koji su sastavljeni kao teške oklopne satnije.

#### Demjanski džep
Sovjetska ofenziva u siječnju 1942. zarobila je nekoliko njemačkih divizija, što je kasnije postalo poznato kao Demjanski džep, što je trajalo od veljače do travnja 1942. Divizija Totenkopf bila je jedna od divizija koje je okružila Crvena Armija. Crvena Armija neće osloboditi Demjansk do 1. siječnja 1943. kada su se njemačke trupe počele povlačiti. "Za izvrsnost u zapovjedanju i žestokoj borbi u Totenkopfu", Obergruppenführer Theodor Eicke odlikovan je Hrastovim lišćem na Viteškom križu željeznog križa 20. svibnja, 1942.

### 1943.

#### Ekspanzija 1943.
Waffen SS nastavio se širiti i 1943: u veljači su stvorene 9. SS oklopna divizija "Hohenstaufen" i njezina sestrinska divizija 10. SS oklopna divizija "Frundsberg". Obje divizije stvorene su u Francuskoj Zatim je usljedilo stvaranje 11. SS dobrovoljačke mehanizirane divizije sastavljene od norveških i danskih dobrovoljaca. U rujnu se stvara 12. SS oklopna divizija "Hitlerjugend" koja je u svoje redove dovodila dobrovoljce iz Hitlerove mladeži. Himmler i Berger su također bili uspješni u nagovaranju Hitlera da stvori hrvatsku muslimansku diviziju, te je na osnovu toga sastavljena 13. oružana gorska divizija SS-a "Handžar", a ta je divizija ujedno bila i prva negermanska divizija, kojoj je zadatak bio da se bori protiv Titovih komunističkih partizana. Nakon stvaranja 1. hrvatske SS divizije, uslijedila je i 1. ukrajinska SS divizija - 14. oružana grenadirska divizija SS-a sastavljena od dobrovoljaca iz Galicije u zapadnoj Ukrajini. Zatim nastaje 15. oružana grenadirska divizija SS-a (1. latvijska), također nastala 1943. uglavnom djelujući na području Njemačke okupacijske civilne uprave na Baltiku. Zadnja divizija nastala 1943. bila je 16. SS mehanizirana divizija "Reichsführer SS", koja je nastala iz Sturmbrigade Reichsführer SS. Do kraja godine Waffen SS je od 8 divizija i nekoliko brigada porastao na 16 divizija.

#### Harkov
Na Istočnom bojištu, Nijemci su trpijeli od teških gubitaka 6. armije, koja je izgubila Bitku za Staljingrad. Hitler naređuje SS Oklopnom korpusu da se vrati natrag na Istočno bojište i da krenu u protu-napad, a u ciulju da zauzmu Harkov. SS Oklopni korpus (Panzerkorps) bio je u punom povlačenju, jer je bio napadan od strane svojetske 6. armije, a 19. veljače prima naredbu da krene u napad.  Hitlerovu naredbu "ustani brzo i bori se do smrti" pokorno su slušali SS-ovski zapovjednici, Hausser se povukao na bojištu pred Crvenom armijom, ali se okrenuo, te napao. Bez podrške Luftwaffea i susjednih njemačkih jedinica, sami su probili sovjetske linije i napredovali prema Harkovu. Unatoč naredbama da okruže Harkov, SS Okopni korpus izravno napada grad u Trećoj bitci za Harkov 11. ožujka. Borba je trajala četiri dana u borbi čovjek na čovjeka, to jest, sve dok 1. SS divizija Leibstandarte 15. ožujka nije preotela Harkov. Dva dana kasnije Nijemci su preoteli Belgorod, radeći tako izbočine, koje će ih u srpnju dovesti do Bitke za Kursk. Njemački napad Crvenu je armiju koštao približno 70 000 ljudi, ali borbe od kuće do kuće bile su iznimno krvave za SS Oklopni korpus, koji je izgubio približno 44% ljudstva do kraja operacije u ožujku.

#### Kursk
Sljedeći ispit za Waffen SS bila je Bitka za Prokhorovku, koja je bila dio Bitke za Kursk. SS oklopni korpus preimenovan je u II. SS oklopni korpus i bio je dio 4. oklopne armije, koja je dobila naredbu da se probije napadom kroz sovjetske obrambene linije. Napad je uspijevao napredovati 35 kilometara, sve dok napredovanje nije prekinula sovjetska 1. tenkovska armija.
Tijekom borbi u sljedećih nekoliko dana, II. oklopni korpus SS-a probio je krilo 1. sovjetske tenkovske armije i 69. armije, pa čak je probio i sovjetsku obrambenu liniju kod mjesta Prokhorovka. Nijemci su mislili da rade uspješan proboj, no to će se tek događati dan poslije.:str. 153:str. 166-167 Sovjetske pričuve poslane su južno, da brane SSSR od III. oklopnog korpusa SS-a; s druge strane II. oklopni korpus je mislio da je završena najteža borba u proboju jer su Sovjeti ostali bez pričuve. Unatoč početnim uspjesima i jakim sovjetskim gubitcima, proboj je propao.

#### Italija
Nakon Savezničke invazije na Italiju u rujnu 1943., Hitler naređuje II. SS Panzerkorpsu ta krene prema Italiji, no na kraju samo je Leibstandarte iz Rusije krenuo prema Italiji, a jedina druga Waffen SS divizija u Italiji bila je 16. SS mehanizirana divizija "Reichsführer-SS".:str. 337–338
Nakon primirja s Italijom i talijanske kapitulacije 8. rujna 1943., Leibstandarte dobiva naredbu da razoruža obližnje talijanske snage. Također dobiva zadatak da brani važne ceste i željezničke spojeve na sjeveru Italije, a sudjeluje i u nekoliko okršaja protiv talijanskih partizana. Borbe Leibstandartea s talijanskim partizanima prolazile su lagano, osim dvije kratke borbe koje su izbile kod Parme. Sve talijanske snage u dolini rijeke Po bile su razoružane, no OKW je bio zabrinut jer su dobili dojavu da se dijelovi 4. talijanske armije regrupiraju kod Piedmonta, u blizini francuske granice. III. mehanizirana bojna, 2. SS Panzergrenadier pukovnije, Sturmbannführera Joachima Peipera poslana je da razoruža te jedinice. Pri dolasku u provinciju Cuneo, Peiper se sastaje s talijanskim časnikom koji ga upozorava da će napasti ako Peiper i njegova bojna ne napuste provinciju odmah. Peiper odbija napustiti provinciju, što navodi Talijane u napad. Veterani Peiperove bojne bijesno su se branili od Talijana, a poslije toga su razoružali preostale talijanske snage u okolini.
Dok je Leibstandarte operirao na sjeveru, 16. SS divizija Reichsführer-SS poslala je Kampfgruppe da suzdrži iskrcavanje u Anziju u siječnju 1944. U ožujku, glavnina 1. Italienische Freiwilligen Sturmbrigade (ili la Brigata d'Assaulto, Miliza Armata na talijanskom; 1. talijanska dobrovoljačka pukovnija) poslana je na plažu u Anziju i borili su se zajedno s njemačkim saveznicima i dobivali su važna izvješća i trpjeli teške gubitke. Kao priznanje za izvanrednu izvedbu u borbi, Himmler je dao proglas da se 1. talijanska dobrovoljačka pukovnija u cijelosti pripoji Waffen SS-u.

### 1944.

#### Proširenje 1944.
Waffen SS se ponovno širi 1944. U siječnju je osnovana 19. oružana grenadirska divizija SS-a, nastala je iz dvije SS-ovske pješačke brigade kao kadar za novačenje Latvijanaca. 20. oružana grenadirska divizija SS-a sastavljena je u veljači 1944., iz 3. estonske SS dobrovoljačke brigade. 21. oružana gorska divizija SS-a "Skenderbeg" sastavljena je u ožujku 1944. od albanskih dobrovoljaca s Kosova, s ciljem da vrši antipartizanske operacije u Albaniji i Kosovu. Osnovana je i druga konjička divizija Waffen SS-a, 22. SS dobrovoljačka konjička divizija "Maria Theresia": vojnici su bili Volksdeutscheri iz Mađarske vojske prebačeni u Waffen SS po dogovoru Njemačke i Mađarske. 23. SS dobrovoljačka oklopna grenadirska divizija "Nederland" nastala je iz 4. SS oklopne grenadirske brigade "Nederland", no sama divizija nikada nije bila veća od brigade. 24. oružana gorska divizija SS-a bila je druga divizija u veličini brigade, koji su činili etnički Nijemci s područja Italije, Slovenije, Hrvatske, Srbije i Ukrajine. Divizija se borila protiv partizana u regiji Kras i na Alpama na granici Slovenije, Italije i Austrije, a gorski teren je zahtijevao posebno oružje i posebno izvježbane vojnike. Nastaju i dvije mađarske divizije: 25. oružana grenadirska divizija SS-a "Hunyadi" i 26. oružana grenadirska divizija SS-a. Te dvije divizije osnovane su po zapovijedi mađarskog ministra obrane na naređenje Heinricha Himmlera. I jedna pukovnija koja se sastojala i od Rumunja i Mađara trebala se pridružiti SS-u. 27. SS dobrovoljačka diviztija "Langemarck" sastavljena je u listopadu 1944., to je bila divizija za flamanske dobrovoljce, a divizija je nastala iz 6. SS dobrovoljačke udarne brigade "Langemarck", no ni ta divizija nije bila ništa drugo već samo veća brigada. 5. SS dobrovoljačka udarna brigada SS-a "Wallonien" također je unaprijeđena u 28. SS dobrovoljačku grenadirsku diviziju "Wallonien" i poput flamanske divizije nije bila veća od brigade. Plan da se brigada "Kaminnski" pretvori u 29. oružanu grenadirsku diviziju SS-a RONA je propao nakon ubojstva njezinog zapovjednika Bronislava Kaminskoga; umjesto toga, Oružana grenadirska brigada SS-a (1. talijanska) postala je 29. oružana grenadirska divizija SS-a. Ruska 30. oružana grenadirska divizija SS-a sastavljena je iz Schutzmannschaft-Brigade Siegling. I zadnja divizija nastala 1944. bila je 31. SS dobrovoljačka grenadirska divizija koju su činili Volksdeutscheri novaci iz mađarske vojske iz regije Batschka.

#### Varšavski getovski ustanak
Warszavski getovski ustanak krenuo je na poticaj Židova koji su se nalazili u Varšavskome getu, na 16. svibnja. Cilj ustanka bio je sprječavanje prijenosa ostatka Židova iz geta u koncentracijski logor Treblinka. Jedina jedinica Waffen SS-a koja je bila upletena, bila je 821. Waffen SS Panzergrenadier bojna (mehanizirano pješaštvo).

## Nenjemačke jedinice Waffen SS-a
1940. general Gottlob Berger predlaže Himmleru novačenje vojnika iz osvojenih zemalja, kojima bi zapovijedali njemački časnici. Od danskih i norveških dobrovoljaca formirana je 11. SS divizija "Norland", dok je od belgijskih i nizozemskih dobrovoljaca formirana 5. SS oklopna divizija "Wiking". S (u to vrijeme) hrvatskih prostora značajna je 13. SS oružana gorska divizija "Handžar" sastavljena od Bošnjaka (tada Hrvata muslimana), a manjim dijelom i Hrvata katolika, iz savezničke NDH, koja je ujedno bila najmnogoljudnija SS divizija. Cilj joj je bio pokazati muslimanima pod britanskom vlašću (oko 350 milijuna ljudi) kako Hitler podržava muslimane i podignuti ih na ustanak. Osim nje postojala je i 23. SS oružana gorska divizija "Kama", također sastavljena dobrim dijelom od muslimana iz NDH. S prostora NDH poznata je još i 7. SS dobrovoljačka gorska divizija "Prinz Eugen", sastavljena od Folksdojčera. Postojale su i konjičke divizije sastavljene od pobunjenih Kozaka iz okupiranih dijelova SSSR-a.

## Popis Waffen-SS divizija
| Broj | Divizija                                                         | Sastav                                                                           | Posljednji zapovjednik                        | Djelovanje    | Znakovlje | Max. broj pripadnika | Br. nositelja Viteškog križa željeznog križa |
| ---- | ---------------------------------------------------------------- | -------------------------------------------------------------------------------- | --------------------------------------------- | ------------- | --------- | -------------------- | -------------------------------------------- |
| 1.   | 1. SS oklopna divizija "Leibstandarte SS Adolf Hitler"           | Njemački dobrovoljci                                                             | SS-Brigadeführer - Otto Kumm                  | 1933. – 1945. |           | 20,844 (1942)        | 58                                           |
| 2.   | 2. SS oklopna divizija "Das Reich"                               | Njemački dobrovoljci                                                             | SS-Standartenführer - Rudolf Lehmann          | 1939. – 1945. |           | 20,184 (1944)        | 69                                           |
| 3.   | 3. SS oklopna divizija "Totenkopf"                               | Njemački dobrovoljci                                                             | SS-Brigadeführer - Hellmuth Becker            | 1939. – 1945. |           | 21,186 (1942)        | 47                                           |
| 4.   | 4. SS policijska mehanizirana divizija                           | Njemački dobrovoljci                                                             | SS-Standartenführer - Fritz Göhler            | 1939. – 1945. |           | 19,377 (1941)        | 25                                           |
| 5.   | 5. SS oklopna divizija "Wiking"                                  | Dobrovoljci iz Danske, Finske, Norveške, Švedske, Estonije, Nizozemske i Belgije | SS-Oberführer - Karl Ulrich                   | 1940. – 1945. |           | 17,347 (1941)        | 55                                           |
| 6.   | 6. SS gorska divizija "Nord"                                     | Dobrovoljci iz Skandinavije                                                      | SS-Standartenführer - Franz Schriber          | 1941. – 1945. |           | 21,247 (1942)        | 4                                            |
| 7.   | 7. SS dobrovoljačka gorska divizija "Prinz Eugen"                | Dobrovoljci s područja bivše Jugoslavije                                         | SS-Brigadeführer - August Schmidthuber        | 1942. – 1945. |           | 21,120 (1943)        | 6                                            |
| 8.   | 8. SS konjička divizija "Florian Geyer"                          | Njemački dobrovoljci                                                             | SS-Brigadeführer - Joachim Rumohr             | 1942. – 1945. |           | 13,000 (1944)        | 22                                           |
| 9.   | 9. SS oklopna divizija "Hohenstaufen"                            | Njemački dobrovoljci                                                             | SS-Standartenführer - Walter Harzer           | 1943. – 1945. |           | 19,611 (1943)        | 12                                           |
| 10.  | 10. SS oklopna divizija "Frundsberg"                             | Njemački dobrovoljci                                                             | SS-Obersturmbannführer - Franz Roestel        | 1943. – 1945. |           | 19,313 (1943)        | 13                                           |
| 11.  | 11. SS dobrovoljačka mehanizirana divizija "Nordland"            | Norveški dobrovoljci                                                             | SS-Brigadeführer - Gustav Krunkenberg         | 1943. – 1945. |           | 11,749 (1943)        | 25                                           |
| 12.  | 12. SS oklopna divizija "Hitlerjugend"                           | Njemački dobrovoljci                                                             | SS-Brigadeführer - Hugo Kraas - Franz Roestel | 1943. – 1945. |           | 21,482 (1943)        | 14                                           |
| 13.  | 13. SS oružana gorska divizija "Handschar"                       | Muslimanski dobrovoljci iz NDH                                                   | SS-Brigadeführer - Desiderius Hampel          | 1943. – 1945. |           | 21,065 (1943)        | 4                                            |
| 14.  | 14. SS mehanizirana divizija                                     | Ukrajinski dobrovoljci                                                           | SS-Brigadeführer - Pavlo Schandruk            | 1943. – 1945. |           | 22,000 (1944)        | 1                                            |
| 15.  | 15. SS mehanizirana divizija                                     | Latvijski dobrovoljci                                                            | SS-Oberführer - Karl Burk                     | 1943. – 1945. |           | 20,291 (1943)        | 3                                            |
| 16.  | 16. SS mehanizirana divizija "Reichsführer-SS"                   | Njemački dobrovoljci                                                             | SS-Brigadeführer - Otto Baum                  | 1943. – 1945. |           | 14,223 (1944)        | 1                                            |
| 17.  | 17. SS mehanizirana divizija "Götz von Berlichingen"             | Njemački dobrovoljci                                                             | SS-Oberführer - Georg Bochmann                | 1943. – 1945. |           | 18,354 (1944)        | 4                                            |
| 18.  | 18. SS dobrovoljačka mehanizirana divizija "Horst Wessel"        | Mađarski dobrovoljci njemačke nacionalnosti                                      | SS-Standartenführer - Heinrich Petersen       | 1944. – 1945. |           | 11,000 (1944)        | 2                                            |
| 19.  | 19. SS mehanizirana divizija                                     | Latvijski dobrovoljci                                                            | SS-Obergruppenführer - Bruno Streckenbach     | 1944. – 1945. |           | 10,592 (1944)        | 12                                           |
| 20.  | 20. SS mehanizirana divizija                                     | Estonski dobrovoljci                                                             | SS-Brigadeführer - Berthold Maack             | 1944. – 1945. |           | 15,382 (1944)        | 5                                            |
| 21.  | 21. SS oružana gorska divizija "Skanderbeg"                      | Albanski dobrovoljci                                                             | SS-Oberführer - August Schmidthuber           | 1944. – 1945. |           | 6,156 (1944)         | 0                                            |
| 22.  | 22. SS dobrovoljačka konjička divizija "Marija Terezija"         | Mađarski dobrovoljci njemačke nacionalnosti                                      | SS-Brigadeführer - August Zehender            | 1944. – 1945. |           | 8,000 (1944)         | 6                                            |
| 23.  | 23. SS oružana gorska divizija "Kama"                            | Muslimanski dobrovoljci iz NDH                                                   | SS-Oberführer Gustav - Lombard                | 1944. – 1945. |           | 2,199 (1944)         | 0                                            |
| 23.  | 23. SS oklopna mehanizirana divizija "Nederland"                 | Nizozemski dobrovoljci                                                           | SS-Brigadeführer - Jürgen Wagner              | 1945.         |           | 6,000 (1945)         | 19                                           |
| 24.  | 24. SS gorska divizija "Karstjäger"                              | Talijanski dobrovoljci                                                           | SS-Oberführer - Adolf Wagner                  | 1944. – 1945. |           | 2,199 (1944)         | 0                                            |
| 25.  | 25. SS mehanizirana divizija "Hunyadi"                           | Mađarski dobrovoljci                                                             | SS-Obergruppenführer - Josef Travnata         | 1944. – 1945. |           | 8,000 (1944)         | 0                                            |
| 26.  | 26. SS mehanizirana divizija                                     | Mađarski dobrovoljci                                                             | SS-Obergruppenführer - Josef Travnata         | 1944. – 1945. |           | 13,000 (1944)        | 0                                            |
| 27.  | 27. SS dobrovoljačka divizija "Langemarck"                       | Dobrovoljci iz Legije stranaca                                                   | SS-Standartenführer - Thomas Müller           | 1944. – 1945. |           | 7,000 (1945)         | 1                                            |
| 28.  | 28. SS dobrovoljačka mehanizirana divizija "Walloon"             | Valonski dobrovoljci                                                             | SS-Obersturmbannführer - Léon Degrelle        | 1944. – 1945. |           | 4,000 (1944)         | 3                                            |
| 29.  | 29. SS mehanizirana divizija "RONA"                              | Ruski dobrovoljci                                                                | SS-Brigadeführer - Christoph Diehm            | 1945.         |           | 15,000 (1944)        | 0                                            |
| 29.  | 29. SS mehanizirana divizija                                     | Talijanski dobrovoljci                                                           | SS-Oberführer - Erwin Tzschoppe               | 1944.         |           | 15,000 (1943)        | 0                                            |
| 30.  | 30. SS mehanizirana divizija                                     | Dobrovoljci iz Rusije, Bjelorusije, Ukrajine, Armenije i Poljske                 | SS-Obersturmbannführer - Hans Siegling        | 1944. – 1945  |           | 4,400 (1944)         | 0                                            |
| 31.  | 31. SS dobrovoljačka grenadirska divizija                        | Dobrovoljci iz Bačke                                                             | SS-Brigadeführer - Gustav Lombard             | 1944. – 1945  |           | 11,000 (1944)        | 0                                            |
| 32.  | 32. SS dobrovoljačka mehanizirana divizija "30 Januar"           | Njemački dobrovoljci                                                             | SS-Standartenführer - Hans Kempin             | 1944. – 1945  |           | -                    | 0                                            |
| 33.  | 33. SS oružana konjička divizija                                 | Mađarski dobrovoljci                                                             | SS-Oberführer - László Deák                   | 1944. – 1945  | -         | -                    | 0                                            |
| 33.  | 33. SS mehanizirana divizija "Charlemagne"                       | Francuski dobrovoljci                                                            | SS-Standartenführer - Walter Zimmermann       | 1944. – 1945  |           | -                    | 2                                            |
| 34.  | 34. SS dobrovoljačka mehanizirana divizija "Landstorm Nederland" | Nizozemski dobrovoljci                                                           | SS-Oberführer - Martin Kohlroser              | 1944. – 1945  |           | 7,000 (1943)         | 3                                            |
| 35.  | 35. SS policijska mehanizirana divizija                          | Njemački dobrovoljci                                                             | SS-Standartenführer - Rüdiger Pipkorn         | 1944. – 1945  |           | -                    | 0                                            |
| 36.  | 36. SS mehanizirana divizija                                     | Dobrovoljci iz Njemačke i istočne Europe                                         | SS-Oberführer - Oskar Dirlewanger             | 1944. – 1945  |           | 6,000 (1944)         | 1                                            |
| 37.  | 37. SS dobrovoljačka konjička divizija "Lützow"                  | Mađarski dobrovoljci                                                             | SS-Standartenführer - Karl Gesele             | 1944. – 1945  |           | -                    | 0                                            |
| 38.  | 38. SS divizija "Nibelungen"                                     | Njemački dobrovoljci                                                             | SS-Standartenführer - Martin Stange           | 1944. – 1945  |           | -                    | 0                                            |

## Daljnje čitanje
- Ailsby, Christopher. 2004. Hitler's Renegades: Foreign Nationals in the Service of the Third Reich. Brasseys. ISBN 1-57488-838-2
- Clark, Lloyd. 2004. Operation Epsom. Battle Zone Normandy. History Press. ISBN 0-7509-3008-X
- Hastings, Max. 2013. Das Reich: The March of the 2nd SS Panzer Division through France, June 1944. Zenith Press. Minneapolis, MN. ISBN 978-0-7603-4491-0
- Lasik, Aleksander. 2007. Sztafety Ochronne w systemie niemieckich obozów koncentracyjnych. Rozwój organizacyjny, ewolucja zadań i struktur oraz socjologiczny obraz obozowych załóg SS [Schutzstaffel of the NSDAP in the System of German Concentration Camps; Organizational Development, Evolution of Goals, Structure, and Social Picture of SS Staff] (poljski). Państwowe Muzeum. Auschwitz-Birkenau. ISBN 978-83-60210-32-1
- Leland, Anne; Oboroceanu, Mari–Jana. 2010. American War and Military Operations Casualties: Lists and Statistics (PDF). Congressional Research Service
- Wiesenthal, Simon; Wechsberg, Joseph. 1967. The Murderers Among Us: The Simon Wiesenthal Memoirs. McGraw-Hill. LCCN 67-13204